# Trachyandra
Trachyandra je rod rostlin z čeledi asfodelovité, podčeledi Asphodeloideae. Jako rod byl poprvé popsán v roce 1843. Přirozeně se vyskytuje ve východní a jižní Africe, Jemenu a na Madagaskaru. Mnoho druhů se vyskytuje endemicky v jižní Africe.

## Druhy
- Trachyandra acocksii Oberm. – Kapsko v jižní Africe
- Trachyandra adamsonii (Compton) Oberm. – Kapsko, Namibie
- Trachyandra affinis Kunth – Kapsko, KwaZulu-Natal
- Trachyandra arenicola J.C.Manning & Goldblatt – Kapsko
- Trachyandra aridimontana J.C.Manning – Kapsko
- Trachyandra arvensis (Schinz) Oberm. – Angola, Zambie, Zimbabwe, Botswana, Namibie
- Trachyandra asperata Kunth – jižní Afrika, Lesotho, Svazijsko
- Trachyandra brachypoda (Baker) Oberm. – Kapsko
- Trachyandra bulbinifolia (Dinter) Oberm. – Kapsko, Namibie
- Trachyandra burkei (Baker) Oberm. – Botswana, Limpopo, Free State, Kapsko
- Trachyandra capillata (Poelln.) Oberm. – KwaZulu-Natal
- Trachyandra chlamydophylla (Baker) Oberm. – Kapsko
- Trachyandra ciliata (L.f.) Kunth – Kapsko, Namibie
- Trachyandra dissecta Oberm. – Kapsko
- Trachyandra divaricata (Jacq.) Kunth – Kapsko; naturalizován v Austrálii
- Trachyandra ensifolia (Sölch) Roessler – Namibie
- Trachyandra erythrorrhiza (Conrath) Oberm. – Gauteng
- Trachyandra esterhuysenae Oberm. – Kapsko
- Trachyandra falcata (L.f.) Kunth – Kapsko, Namibie
- Trachyandra filiformis (Aiton) Oberm. – Kapsko
- Trachyandra flexifolia (L.f.) Kunth – Kapsko
- Trachyandra gerrardii (Baker) Oberm. – Svazijsko, jižní Afrika
- Trachyandra giffenii (F.M.Leight.) Oberm. – Kapsko
- Trachyandra glandulosa (Dinter) Oberm. – Namibie
- Trachyandra gracilenta Oberm. – Kapsko
- Trachyandra hantamensis Boatwr. & J.C.Manning – Kapsko
- Trachyandra hirsuta (Thunb.) Kunth – Kapsko
- Trachyandra hirsutiflora (Adamson) Oberm. – Kapsko
- Trachyandra hispida (L.) Kunth – Kapsko
- Trachyandra involucrata (Baker) Oberm. – Kapsko
- Trachyandra jacquiniana (Schult. & Schult.f.) Oberm. – Kapsko
- Trachyandra kamiesbergensis Boatwr. & J.C.Manning – Kapsko
- Trachyandra karrooica Oberm. – Kapsko, Namibie
- Trachyandra lanata (Dinter) Oberm. – Namibie
- Trachyandra laxa (N.E.Br.) Oberm. – jižní Afrika, Namibie, Botswana
- Trachyandra malosana (Baker) Oberm. – od Malawi po Zimbabwe
- Trachyandra mandrarensis (H.Perrier) Marais & Reilly – Madagaskar
- Trachyandra margaretae Oberm. – Mpumalanga, KwaZulu–Natal
- Trachyandra montana J.C.Manning & Goldblatt – Kapsko
- Trachyandra muricata (L.f.) Kunth – Kapsko, Namibie
- Trachyandra oligotricha (Baker) Oberm. – Kapsko
- Trachyandra paniculata Oberm. – Kapsko
- Trachyandra patens Oberm. – Kapsko
- Trachyandra peculiaris (Dinter) Oberm. – Namibie
- Trachyandra prolifera P.L.Perry – Kapsko
- Trachyandra pyrenicarpa (Welw. ex Baker) Oberm. provincie Huíla v Angole
- Trachyandra revoluta (L.) Kunth – Kapsko, Namibie
- Trachyandra sabulosa (Adamson) Oberm. – Kapsko
- Trachyandra saltii (Baker) Oberm. – východní + jižní Afrika od Etiopie po Kapsko; Jemen
- Trachyandra sanguinorhiza Boatwr. & J.C.Manning – Kapsko
- Trachyandra scabra (L.f.) Kunth – Kapsko
- Trachyandra smalliana Hilliard & B.L.Burtt – Kapsko, KwaZulu-Natal
- Trachyandra tabularis (Baker) Oberm. – Kapsko
- Trachyandra thyrsoidea (Baker) Oberm. – Kapsko
- Trachyandra tortilis (Baker) Oberm. – Kapsko
- Trachyandra triquetra Thulin – Somálsko
- Trachyandra zebrina (Schltr. ex Poelln.) Oberm. – Kapsko[5]